# Abhay Ashtekar
Abhay Ashtekar (Kolhapur, 5 luglio 1949) è un fisico indiano.

## Biografia
Ashtekar è Eberly Professor of Physics e direttore dell'Istituto di fisica gravitazionale e geometria presso la Pennsylvania State University. È conosciuto principalmente per aver introdotto le variabili di Ashtekar ; inoltre, insieme con Lee Smolin e Carlo Rovelli, è considerato uno dei fondatori della gravità quantistica a loop (loop quantum gravity). Nel 1999, nell'ambito di questo nuovo approccio alla gravità, Ashtekar ed i suoi collaboratori furono in grado di calcolare l'entropia di un buco nero, in accordo con la previsione di Stephen Hawking del 1974.
Il fisico matematico britannico Roger Penrose ha descritto l'approccio di Ashtekar alla gravità quantistica come "il più importante di tutti i tentativi di 'quantizzazione' della relatività generale".

## Opere
- (EN)  A. Magnon and A. Ashtekar, Translation from French of Élie Cartan's work, Sur les Varietes a Connexion Affine et la Relativite Generale with a Commentary and Foreword by A. Trautman. Bibliopolis, Napoli.
- (EN)  A. Ashtekar, Asymptotic Quantization. Bibliopolis, Napoli, 1987.
- (EN)  A. Ashtekar, (with invited contributions) New Perspectives in Canonical Gravity. Bibliopolis, Napoli, 1988.
- (EN) A. Ashtekar and J. Stachel, Editors; Conceptual Problems of Quantum Gravity. Proceedings of the 1988 Osgood Hill Conference (Birkhauser, N. Y., 1991).
- (EN)  A. Ashtekar, Lectures on Non-perturbative Canonical Gravity, (Notes prepared in collaboration with R.S. Tate), (World Scientific Singapore, 1991).
- (EN)  A. Ashtekar, R.C. Cohen, D. Howard, J. Renn, S. Sarkar and A. Shimony (Editors), Revisiting the Foundations of Relativistic Physics, Festschrift in honor of John Stachel, Boston Studies in Philosophy of Science, Volume 234, (Kluwer Academic, 2003).